# Pat Crowley
Pour les articles homonymes, voir Crowley.
Patricia « Pat » Crowley est une actrice américaine, née le 17 septembre 1933 à Olyphant (Pennsylvanie).

## Biographie
Au théâtre, Pat Crowley joue notamment à Broadway (New York) au début des années 1950, dans trois pièces, dont Four Twelves Are 48 de Joseph Kesselring (1951, avec Royal Dano et Anne Revere).
Au cinéma, elle contribue à seulement onze films américains, les deux premiers étant Un galop du diable de George Marshall (1953, avec Dean Martin et Jerry Lewis) et L'Éternel féminin d'Irving Rapper (1954, avec Ginger Rogers et William Holden) — qui lui permettent de gagner un Golden Globe de la révélation féminine de l'année —. Le dernier à ce jour sort en 2012.
Entretemps, citons encore L'Homme de San Carlos de Jesse Hibbs (1956, avec Audie Murphy et Anne Bancroft) et Les Aventures de Pot-au-Feu de Vincent McEveety (1972, avec Earl Holliman et Lew Ayres).
Surtout active à la télévision, Pat Crowley apparaît dans cent-six séries entre 1950 et 2009, dont Les Incorruptibles (épisode pilote, 1959), Ne mangez pas les marguerites (en) (intégrale en cinquante-huit épisodes, 1965-1967), Police Story (quatre épisodes, 1974-1976), Joe Forrester (vingt-deux épisodes, 1975-1976), Dynastie (neuf épisodes, 1986) et Beverly Hills 90210 (trois épisodes, 1997-1998).
S'y ajoutent onze téléfilms à partir de 1966, le dernier étant 61* de Billy Crystal (avec Barry Pepper et Thomas Jane), diffusé en 2001.

## Théâtre à Broadway (intégrale)
- 1950 : Southern Exposure d'Owen Crump : Carol Randall
- 1951 : Four Twelves Are 48 de Joseph Kesselring, mise en scène d'Otto Preminger : Dorothy Bawke
- 1952 : Tovaritch (Tovarich) de Jacques Deval, adaptation de Robert E. Sherwood : Hélène Dupont

## Filmographie

### Cinéma (intégrale)

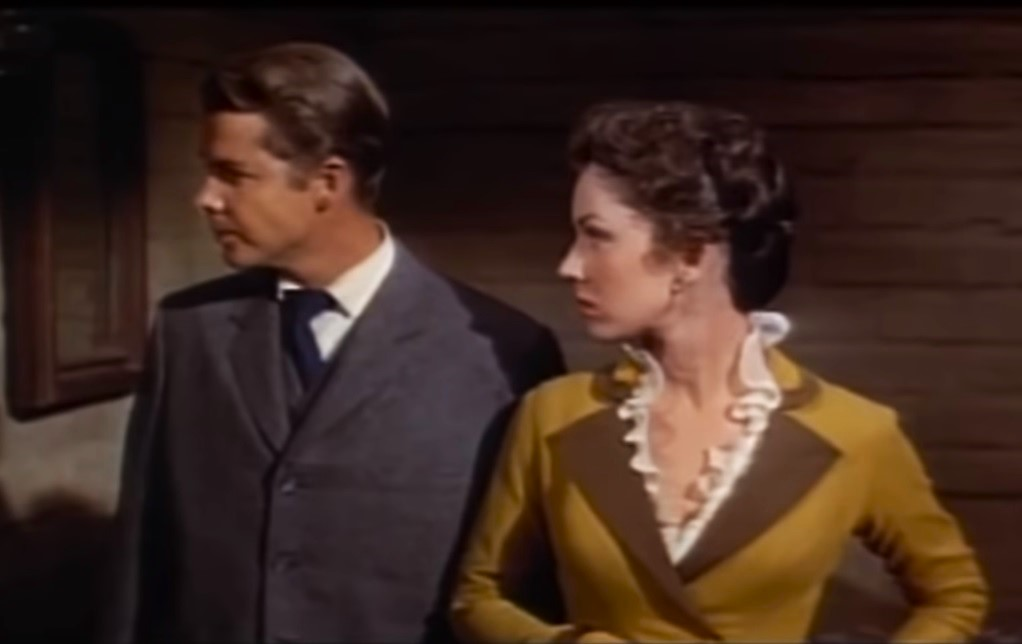
Avec Audie Murphy, dans L'Homme de San Carlos (1956)

- 1953 : Un galop du diable (Money from Home) de George Marshall : Dr Autumn Claypool
- 1954 : L'Éternel féminin (Forever Female) d'Irving Rapper : Sally Carver
- 1954 : Jarretières rouges (Red Garters) de George Marshall : Susan Martinez De La Cruz
- 1955 : La Jungle des hommes (The Square Jungle) de Jerry Hopper : Julie Walsh
- 1956 : L'Homme de San Carlos (Walk the Proud Land) de Jesse Hibbs : Mary Dennison
- 1956 : Demain est un autre jour (There's Always Tomorrow) de Douglas Sirk : Ann
- 1956 : Un vrai cinglé de cinéma (Hollywood or Bust) de Frank Tashlin : Terry Roberts
- 1960 : Key Witness (en) de Phil Karlson : Ann Morrow
- 1963 : The Wheeler Dealers d'Arthur Hiller : Eloise Cott
- 1972 : Les Aventures de Pot-au-Feu (The Biscuit Eater) de Vincent McEveety : Mary Lee McNeil
- 2012 : Mont Reve de Rocky Collins et Lynn Von Kersting : Mme Cottington

### Télévision (sélection)

#### Séries télévisées

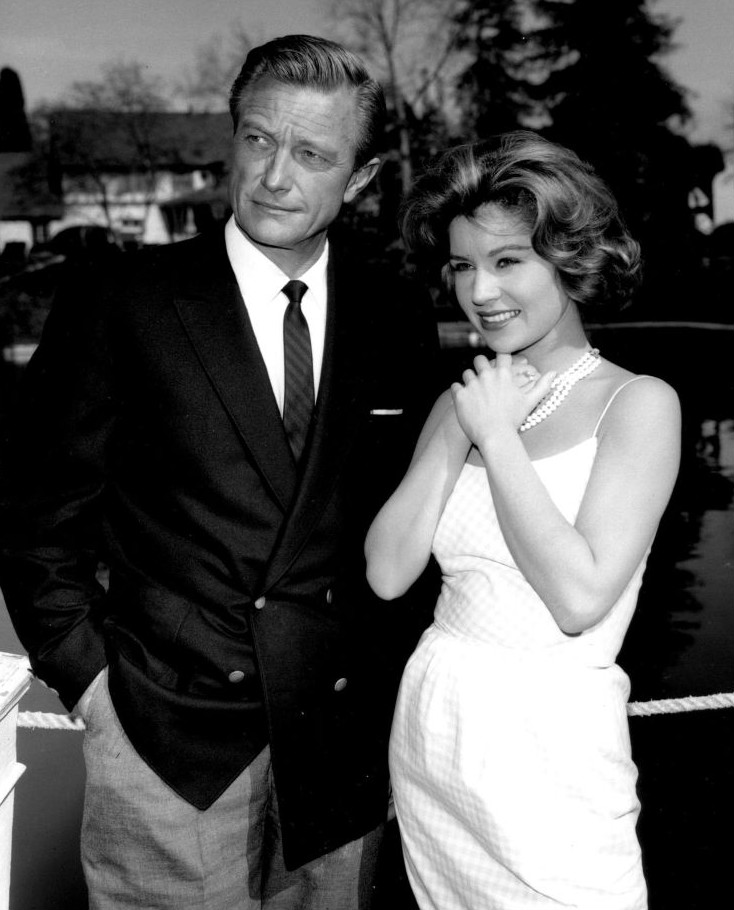
Avec Richard Denning, dans Michael Shayne (épisode The Body Beautiful, 1961)

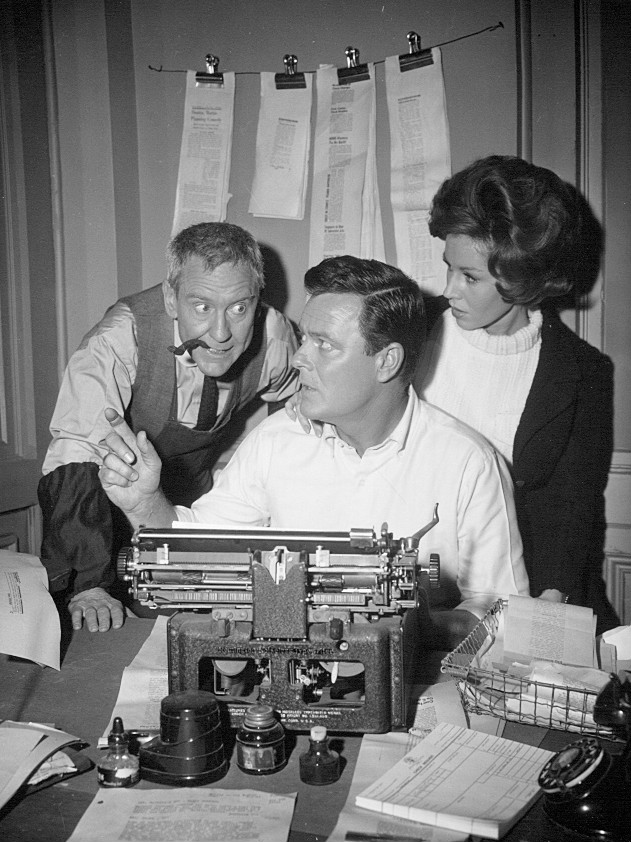
Avec Burgess Meredith (à g.) et Robert Sterling, dans La Quatrième Dimension (épisode Le Journal du Diable, 1963)

- 1959 : Les Incorruptibles (The Untouchables)
  - Saison 1, épisode 1 (pilote) Les Incorruptibles défient Al Capone (The Untouchables ou The Scarface Mob) de Phil Karlson : Betty Anderson
- 1959 : Au nom de la loi (Wanted : Dead or Alive')
  - Saison 1, épisode 22 Les Chasseurs de primes (Competition) de R. G. Springsteen : Helen Martin
- 1959 : Maverick
  - Saison 2, épisode 18 The Rivals (Lydia Lynley) de Leslie H. Martinson et épisode 25 Betrayal (Anne Saunders) de Leslie H. Martinson
  - Saison 3, épisode 6 A Tale of Three Cities de Leslie H. Martinson : Stephanie Malone
- 1959 : Cheyenne
  - Saison 4, épisode 4 Trial by Conscience de Lee Sholem : Jenny Girard
- 1959-1963 : 77 Sunset Strip
  - Saison 1, épisode 18 Conspiracy of Silence (1959) de Charles F. Haas : Johanna Martin
  - Saison 6, épisode 11 The Toy Jungle (1963) de Lawrence Dobkin : Doris Devlin
- 1960 : Hong Kong
  - Saison unique, épisode 5 The Jade Empress de Don Taylor : Karen Bryant
- 1960 : Elfego Baca (The Nine Lives of Elfego Baca)
  - Saison 2, épisode 3 Friendly Enemies at Law de William Beaudine : Patricia Kettrick
- 1961 : Michael Shayne
  - Saison unique, épisode 25 The Body Beautiful : Louise Kirk
- 1962-1964 : Le Jeune Docteur Kildare (Dr Kildare)
  - Saison 1, épisode 26 A Very Present Help (1962) de Robert Butler : Janet Parker
  - Saison 3, épisode 32 A Sense of Tempo (1964) de John Newland : Claire Sutton
- 1963 : Rawhide
  - Saison 5, épisode 17 L'Homme de la montagne (Incident of the Mountain Man) de Don McDougall : Sara May Green
- 1963 : Bonanza
  - Saison 4, épisode 22 The Actress de Christian Nyby : Julia Grant
- 1963 : La Quatrième Dimension (The Twilight Zone)
  - Saison 4, épisode 9 Le Journal du Diable (Printer's Devil) de Ralph Senensky : Jackie Benson
- 1964 : Suspicion (The Alfred Hitchcock Hour)
  - Saison 2, épisode 23 A Matter of Murder de David Lowell Rich : Enid Bentley
- 1964 : Des agents très spéciaux (The Man from U.N.C.L.E.)
  - Saison 1, épisode 1 Duo de mitraillettes ou Piège pour un espion (The Vulcan Affair) de Don Medford : Elaine May Bender Donaldson
- 1965-1967 : Ne mangez pas les marguerites (Please Don't Eat the Daisies)
  - Saisons 1 et 2, 58 épisodes (intégrale) : Joan Nash
- 1968 : Le Virginien (The Virginian)
  - Saison 6, épisode 21 The Hell Wind de Don McDougall : Pearl « Angela » Van Owen
- 1971 : Les Règles du jeu (The Name of the Game)
  - Saison 3, épisode 23 The Broken Puzzle : Christy Landon
- 1971 : Docteur Marcus Welby (Marcus Welby, M.D.)
  - Saison 3, épisode 2 A Portrait of Debbie d'Arnold Laven : Carol Adams
- 1971 : Columbo
  - Saison 1, épisode 2 Faux témoin (Death Lends a Hand) de Bernard L. Kowalski : Mme Lenore Kennicut
- 1971 : Opération danger (Alias Smith and Jones)
  - Saison 2, épisode 14 Miracle at Santa Marta de Vincent Sherman : Meg Parker
- 1974-1976 : Police Story
  - Saison 1, épisode 19 Fingerprint (1974) : Ellie
  - Saison 2, épisode 19 The Man in the Shadows (1975 - Maggie Dolan) de Richard Benedict et épisode 22 The Return of Joe Forrester (1975 - Georgia) de Virgil W. Vogel
  - Saison 3, épisode 19 The Long Ball (1976) d'Alexander Singer : Patty Pickett
- 1975-1976 : Joe Forrester (Joe Forrester)
  - Saison 1, 22 épisodes (intégrale) : Georgia Cameron
- 1976 : Sergent Anderson (Police Woman)
  - Saison 3, épisode 3 Procès d'intention (Trial by Prejudice) de Barry Shear : Marlene Simpson
- 1976 : Les Rues de San Francisco (The Streets of San Francisco)
  - Saison 5, épisode 10 Le Château de la peur (Castle of Fear) : Carol Mossman
- 1978-1982 : La croisière s'amuse (The Love Boat)
  - Saison 1, épisode 18 Le Gros Lot (Last of the Stubings/Million Dollar Man/The Sisters, 1978) de Jack Arnold : Noreen Badger
  - Saison 4, épisode 15 Jalousie  (The Trigamist/Jealousy/From Here to Maternity, 1981) d'Howard Morris : Linda Bradley
  - Saison 5, épisode 17 L'amour n'est pas interdit (The Return of the Captain's Lady/Love Ain't Illegal/The Irresistible Man, 1982) d'Howard Morris : Linda Bradley
- 1978-1983 : L'Île fantastique (Fantasy Island)
  - Saison 1, épisode 2 Retour à L'Île fantastique (Return to Fantasy Island, 1978) de George McCowan : Lucy Faber
  - Saison 7, épisode 9 Deux enfants oubliés / Un concours de beauté irréprochable (Saturday's Child/The Fantasy Island Girl, 1983) de Leslie H. Martinson
- 1979 : 200 dollars plus les frais (The Rockford Files)
  - Saison 5, épisode 14 La Faute (Guilt) : Valerie Pointer
- 1979-1981 : Drôles de dames (Charlie's Angels)
  - Saison 3, épisode 22 Bosley est amoureux (Angels in Waiting, 1979) d'Allen Baron : Ellen Miles
  - Saison 5, épisode 7 Et si l'on dansait (Hula Angels, 1981) de Kim Manners : Marion Moss
- 1980 : Happy Days
  - Saison 7, épisode 23 Potsie et le show business (A Potsie Is Born) : Susan Patterson
- 1980 : Hawaï police d'État (Hawaii Five-0)
  - Saison 12, épisode 20 Mes bons vœux (Woe to Wo Fat) : Dr Elizabeth Fielding
- 1983 : Matt Houston
  - Saison 1, épisode 12 The Purrfect Crime : Audrey
- 1984 : Falcon Crest
  - Saison 3, épisode 23 Final Countdown et épisode 24 Love's Triumph : Dr Lillian Heller
- 1985 : Hôtel (Hotel)
  - Saison 2, épisode 13 La Croisée des chemins (Crossroads) : Margot Howland
- 1986 : Dynastie (Dynasty)
  - Saison 6, épisode 22 Mascarade (Masquerade) de Jerome Courtland, épisode 25 Les Fils ennemis, 2e partie (The Trial, Part II) de Don Medford, épisode 27 L'Avertissement (The Warning) de Don Medford et épisode 28 Le Cri (The Cry) : Emily Fallmont
  - Saison 7, épisode 4 La Récompense (Reward), épisode 5 La Réhabilitation (The Arraignment), épisode 8 Le Choix (The Choice), épisode 9 Le Secret (The Secret) de Don Medford et épisode 10 La Lettre (The Letter) : Emily Fallmont
- 1987 : Arabesque (Murder, She Wrote)
  - Saison 3, épisode 18 À mourir de rire (No Laughing Murder) de Walter Grauman : Edie Howard
- 1989-1990 : Générations (Generations) : Rebecca Whitmore
- 1993 : Frasier
  - Saison 1, épisode 8 Chère infidèle (Beloved Infidel) : Marion Lawlor
- 1996 : Melrose Place
  - Saison 4, épisode 25 Sans pitié (Ruthless People) de Richard Lang : Sharon Ross
- 1997 : Hôpital central (General Hospital), épisode 8829 : Mary Scanlon Collins
- 1997-1998 : Beverly Hills 90210 (Beverly Hills)
  - Saison 8, épisode 14 Le Père Noël (Santa Knowns, 1997) et épisode 15 Décisions à prendre (Ready or Not) : Audrey Cutler
  - Saison 9, épisode 2 Compressions budgétaires (Budget Cuts, 1998) : Audrey Cutler
- 1998 : Friends
  - Saison 4, épisode 18 Celui qui cherche un prénom (The One with Rachel's New Dress) : Mme Burgin
- 1998 : Pacific Blue
  - Saison 3, épisode 20 Infidélité dangereuse (With This Ring) : Catherine Callaway
- 1998 : La croisière s'amuse, nouvelle vague (The Love Boat : The Next Wave)
  - Saison 2, épisode 4 Reunion d'Anson Williams : Lily Stubing
- 1999 : Charmed
  - Saison 2, épisode 8 P3 H2O : Mme Johnson
- 2000 : Associées pour la loi
  - Saison 1, épisode 15 Mauvais fils (A Mother's Son) : Beverly Dunbar
- 2005 : Amour, Gloire et Beauté (The Bold and the Beautiful), épisodes 4511, 4512, 4520 et 4525 : Natalie DeWitt
- 2006 : The Closer : L.A. enquêtes prioritaires (The Closer)
  - Saison 2, épisode 9 Heroic Measures : Beverly Langner
- 2009 : Cold Case : Affaires classées (Cold Case)
  - Saison 6, épisode 14 Derrière la façade (The Brush Man) de Roxann Dawson : Diane Drew (en 2009)

#### Téléfilms
- 1970 : Menace on the Mountains de Vincent McEveety : Leah McIver
- 1974 : Return of the Big Cat de Tom Leetch : Sophina McClaren
- 1975 : Cop on the Beat de Virgil W. Vogel : Georgia Cameron
- 1977 : Voyage dans l'inconnu : Les Forces du Diable (The Force of Evil) de Richard Lang : Maggie Carrington
- 1978 : A Family Upside Down de David Lowell Rich : Carol Long
- 1978 : The Millionaire de Don Weis : Maggie Haines
- 1980 : Police Story : Confessions of a Lady Cop de Lee H. Katzin : Gloria Leland
- 1985 : Alerte à l'aéroport (International Airport) de Don Chaffey et Charles S. Dubin : Beverly Gerber
- 2001 : 61* de Billy Crystal : Pat Maris (en 1998)

## Récompense
- 1954 : Golden Globe de la révélation féminine de l'année, pour Un galop du diable et L'Éternel féminin.